# District de Rebun

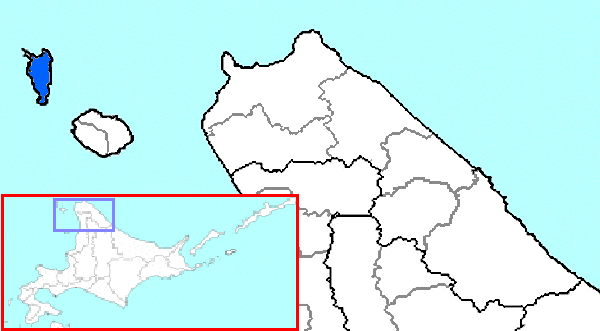
Emplacement du district de Rebun dans la sous-préfecture de Sōya.

Le district de Rebun (礼文郡, Rebun-gun) est un district de la sous-préfecture de Sōya, à Hokkaidō, au Japon.

## Géographie
Le district de Rebun occupe l'ensemble de l'île Rebun.
Au 31 mars 2015, la population du district est estimée à 2 706 habitants pour une superficie totale de 81,64 km2, soit une densité de 33 personnes/km2.

## Bourg
- Rebun